# 2014 HQ124
2014 HQ124 est un astéroïde géocroiseur, découvert le 23 avril 2014. Le 8 juin de la même année, il passe à 1,25 million de km de la Terre et de nombreux radars l'ont ausculté.
Son impact sur Terre provoquerait une explosion équivalente à 2 000 mégatonnes de TNT et un cratère de 5 km de diamètre.

## Orbite
Sa distance minimale d'intersection de l'orbite terrestre est de 0,00694348 ua soit 1 038 000 km.